# F-1/T-2に関連する作品の一覧

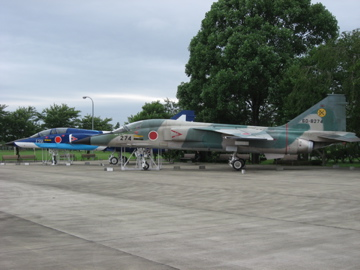
F-1とT-2

- F-1 (航空機) > F-1/T-2に関連する作品の一覧
- T-2 (航空機・日本) > F-1/T-2に関連する作品の一覧

F-1/T-2に関連する作品の一覧は、三菱重工業が開発し、航空自衛隊が運用していたT-2超音速練習機と、その発展型であるF-1支援戦闘機、T-2 CCV実験機、これらの航空機をイメージソースとした架空の航空機を含む各種機動兵器が登場する作品の一覧である。

## 映画・テレビドラマ・オリジナルビデオ
『BEST GUY』
F-1の実物が日本映画初登場。F-15J戦闘機の標的への射撃訓練支援や、領空侵犯機へのスクランブル出動などを行う。
『ヴィジュアル・バンディッツ』
第1話にF-1が登場。航空自衛隊基地内に駐機されているが、出撃は行わない。
『ガメラ2 レギオン襲来』
F-1が登場。陸上自衛隊からの要請で近接航空支援を行うために4機が出撃し、足利市内を侵攻する巨大レギオンをMk.82無誘導爆弾で空爆する。しかし、命中弾は得られず、巨大レギオンが放った小型レギオンの編隊を寸前で回避、撃墜されることはなかったが、戦果を得られないまま帰投。その後は第二次航空支援を準備するも、ガメラによって巨大レギオンが撃破されたため実行せずに終わる。
『ゴジラシリーズ』
『ゴジラ』
F-1をベースとして主翼前方と胴体下部にカナード翼を備えた架空機F-1 CCVが登場。東京港沖に出現したゴジラを80式空対艦誘導弾などで攻撃するが、放射熱線によって2機が撃墜される。
『ゴジラ×モスラ×メカゴジラ 東京SOS』
主人公が製作したF-1のプラモデルが登場。登場人物によって簡単な解説がされており、同作のパンフレットの登場兵器紹介にも記載されている。主人公が初めて整備した機体とされ、その甥が突然現れた小美人に驚いて手に持っていたこのプラモデルを落としてしまうが、小美人の念力でぎりぎり地面に激突することはなく、ゆっくりと手の中に戻される。
『スーパー戦隊シリーズ』
『百獣戦隊ガオレンジャー』
第20話に第1航空団第31教育飛行隊所属機としてF-1が登場。ガオレンジャーに加入する前で、航空自衛隊のパイロット候補生だった当時の鷲尾岳が搭乗しており、訓練飛行を行っていた最中にテトムと遭遇する。なお、実際のF-1は教育飛行隊で運用されたことはない。
『忍風戦隊ハリケンジャー』
第13話でハリケンレッドが使う超忍法「幻変形」の中で、敵に見せる幻の1つである「ハリケン戦闘機」としてF-1が登場する。
『生物彗星WoO』
テレビドラマ版第5話に防衛隊の戦闘機としてF-1が登場。文京区内を侵攻するゲルバイルを空対艦ミサイルで攻撃するが、1機が撃墜されてしまう。
『プリティエグゼクター』
「CCV機」と呼ばれる、カナード翼を備えたF-1の架空の派生型が登場。新宿副都心に出現したリザード・デストロイヤーを攻撃するが、反撃によって2機が撃墜される。
『ムクゲの花が咲きました』
F-1が登場。特撮で合成された数機が韓国の施設を爆撃する。模型による飛行シーンでは、なぜかF-100 スーパーセイバーらしきプラモデルに変わっている。

## アニメ・漫画
『SHIROBAKO』
後半クールで描かれる劇中劇『第三飛行少女隊』の制作シーンにおいて、3D CG用のモデルデータを作成する、3D CGを用いた飛行戦闘シーンでモーションをつける、といったアニメーション制作上のさまざまな行程にF-1が登場する。
また、後半クールのオープニングフィルムにも短時間だが登場する。
『第三飛行少女隊』
主人公、ありあの乗機としてF-1が登場し、ありあの天才的な操縦能力によって、敵であるビルダーの操るF-22 ラプターやF-35 ライトニングIIと互角以上の戦いを繰り広げる。なお、現実のF-1は機動性が低く空戦にはあまり向いていない機体であり、劇中でもE-2C ホークアイのパイロットの口から、本来F-1は敵戦闘機とドッグファイトできる能力は持っていないはずだと語られている。
アニメ制作スタッフの群像劇を描いたテレビアニメ『SHIROBAKO』の後半クールにおいて主人公達が制作していた劇中劇であるが、『SHIROBAKO』のBD/DVD第7巻に映像特典として、『第三飛行少女隊』の第1話25分が収録されている。
また、第1話において空中給油のシーンは描かれていないが、ありあの乗機には実機には存在しないフライングブーム方式の受油口（リセプタクル）が備えられていることが『SHIROBAKO』内において語られている。
『イーグルドライバー』（イーグルドライバー - マンガ図書館Z）
松島基地の訓練機としてT-2が登場。主人公の飛矢間や秋月たち訓練生が搭乗する。
『宇宙円盤大戦争』
東京上空に現れたヤーバン星の戦闘円盤を、ナイキJやF-104と共に迎撃するが、カッターで真っ二つに割られて撃墜される。F-1だが紅白のテスト機塗装である。
『神の獣』
東京ドームに出現した怪獣オーガ撃退のため出動。
『ごきげん!ミコちゃん』
F-1が「情け無用！ファイア!!の巻」に登場。梨里一佐とその列機が、幽霊戦闘機（墜落したはずのF-15DJのフー・ファイター）に対してスクランブル発進する。
『ジオブリーダーズ』
神楽保安管理および神楽総合警備の創業者、神楽広行を爆撃で暗殺する。
『影の戦闘隊』
藤本隊員の乗機として登場。
『ソニック・デザーター』
作品中で「核AAM」による敵国航空機の迎撃を命じられる。
『大怪獣激闘 ガメラ対バルゴン COMIC VERSION』
近接航空支援のため出撃しバルゴンを爆撃するが、バルゴンの能力による天候の急激な悪化を受けて、爆撃を中止し帰投する。
『バトルオーバー北海道』（小林源文）
航空自衛隊のF-1が登場。北海道に上陸したソ連軍の車列を爆撃するが、離脱中にMiG-29の追撃を受ける。

## 小説
『鋼鉄のレヴァイアサン』
ロシア海軍の戦艦「ヴァツーチン」を撃沈するために、航空自衛隊所属の機体が出撃する。
『サイバー空母「ヤマト」』
憲法上、空母を持てない海上自衛隊が極秘裏にイージスシステムとサイボーグ機能を搭載した空母型揚陸艦「ヤマト」に改造F-1が艦載機として搭載される。
『蒼茫の大地、滅ぶ』
日本海を越えて青森県へと接近する巨大な飛蝗群を威嚇するため20機のF-1が迎撃に向かうが、エンジンに大量の飛蝗を吸い込んでしまい、墜落する。
『第二次太平洋戦争』
アメリカ海軍第7艦隊迎撃のため出撃するが、海燕やFSXより艦隊に接近して攻撃する必要があったため、フォレスタル級航空母艦「インディペンデンス」大破を初めとする戦果と引き換えに大損害を受ける。
『タイムスリップ大戦争』
豊田有恒のSF小説。19××年（昭和5×年）の日本列島が約30年前の1941年にタイムスリップした中、F-1がマンモスタンカー改造の急造空母に艦載機として搭載される。
『パラレルワールド大戦争』
豊田有恒のSF小説。F-1とT-2が登場。松代大本営跡に生じたタイムトンネルを介して1945年の日本に自衛隊が派遣しており、F-1はアメリカ軍艦へのASM-1や通常爆弾を用いた攻撃や、米軍機への空対空攻撃を行う。またT-2には後席にアメリカ人捕虜を乗せ、捕虜に未来の戦闘を見させるために使用されている。

## ゲーム
『Wargame Red Dragon』
自衛隊デッキにF-1が登場する。
『War Thunder』
T-2、F-1ともに、一体強化型キャノピーを装備したモデルとして登場。T-2の機体は機関砲、火器管制レーダー搭載の後期型で、爆装及び空対空ミサイルを装備可能となっており、本来は練習機であるが、ゲーム内では｢ジェット戦闘機｣と区分される。
AIM-9BやAIM-9EおよびAIM-9Pのほかロケット弾または爆弾を搭載できるようになっている。
『エースコンバットシリーズ』
『エースコンバットZERO』『エースコンバットX』『エースコンバットX2』にプレイヤー使用機および敵機として登場。『エースコンバットX2』では敵機としては登場しないが、カラーリングとして航空自衛隊創設60周年記念塗装のものが実装されている。
『エアフォースデルタ ブルーウィングナイツ』
ブライアン・ダグラスの搭乗機体として使用可能。
『エアロダンシングシリーズ』
2作目以降から登場。T-2は訓練シラバスの進行により使えるようになり、ブルーインパルス仕様のT-2は一定の条件をクリアすることで利用可能となるが、作品毎に条件が異なる。
『エナジーエアフォース Over G』
HELLモードと呼ばれる難関モードで、通常では唯一使用可能な航空機として登場。
『凱歌の号砲 エアランドフォース』
日本を占拠した自衛隊の攻撃機として登場。プレイヤーも購入して使用できる。
『空戦乙女☆ヴァージンストライク』
機体そのものではなく、擬人化したF-1の空乙女が登場する。
『群青の空を越えて』
T-2が筑波戦闘航空団の練習機として登場。戦況の悪化によって主滑走路が破壊される直前に戦線に投入され、玉砕覚悟の攻撃の結果、全滅する。
『サイドワインダー2』
初期保有の航空機として登場
『大戦略シリーズ』
自衛隊タイプの生産ユニットで使用できる攻撃機として登場するほか、『現代大戦略2003』ではT-2改と言う架空の戦闘機も登場している。比較的安価だが性能は全般的に低めという性格づけがなされている。